# Дива (река)
Ди́ва (бел. Дзі́ва) — река в Лепельском и Ушачском районах Витебской области Белоруссии, в бассейне Туровлянки (приток Западной Двины).

## Этимология
Название реки может происходить от финно-угорского «дзиб» — глухой густой лес.

## Общие сведения
Длина реки — 29 км. Уклон реки — 0,09 м/км. 20 % реки находится под лесом. 
Высота истока (высота озера Урода) — 130,3 м. Высота устья (высота озёра Яново) — 127,6 м.

## Гидрография
Вытекает из озёра Урода близ деревни Земцы, течёт в пределах Ушачско-Лепельской возвышенности, протекает через озёра Отолово, Туросы, Берёзовское, Паульское, впадает возле деревни Яново в озеро Яново, которое далее через озёра Щаты, Гомель и Суя соединено системой проток с озером Туровля, из которого вытекает Туровлянка. В участках русла Дивы, расположенных у выхода из озёр, река не замерзает даже в самый сильный мороз, а над водой стоит пар.

## Бассейн
Площадь водосборного бассейна — 631 км². Около 12 % водосбора Дивы приходится на 130 озёр Ушачской группы (наибольшие: Паульское и Черствяты). На территории водосборного бассейна ведутся мелиорационные работы. Сток реки регулируют озёра.
В бассейне реки находятся озёра:
- в Лепельском районе:
 Адворенское, Андриково, Вогзино, Городище (Нейгроза), Девичье, Заруженье, Кабак, Какисино, Котовское, Ладосно, Любицино, Лядно, Макаровское, Матырино, Несино, Островки, Островно, Роговское, Теменица, Черосово, Школьное (Камень);
- в Ушачском районе:
 Веркудское (Веркуды), Гавриленки, Глыбач (Глыбочь), Долгое, Дубровское, Женно, Копино, Коротица, Кривое, Лешно, Линко, Липно, Луженец, Любжинское, Мугирино, Оршино, Пазушно, Плесно, Плотишно, Полозерье (Полуозерье), Рукшанское, Сосенка, Усая, Чёрная Урода, Черствятское (Черствяты).